# Beth Israel Deaconess Medical Center

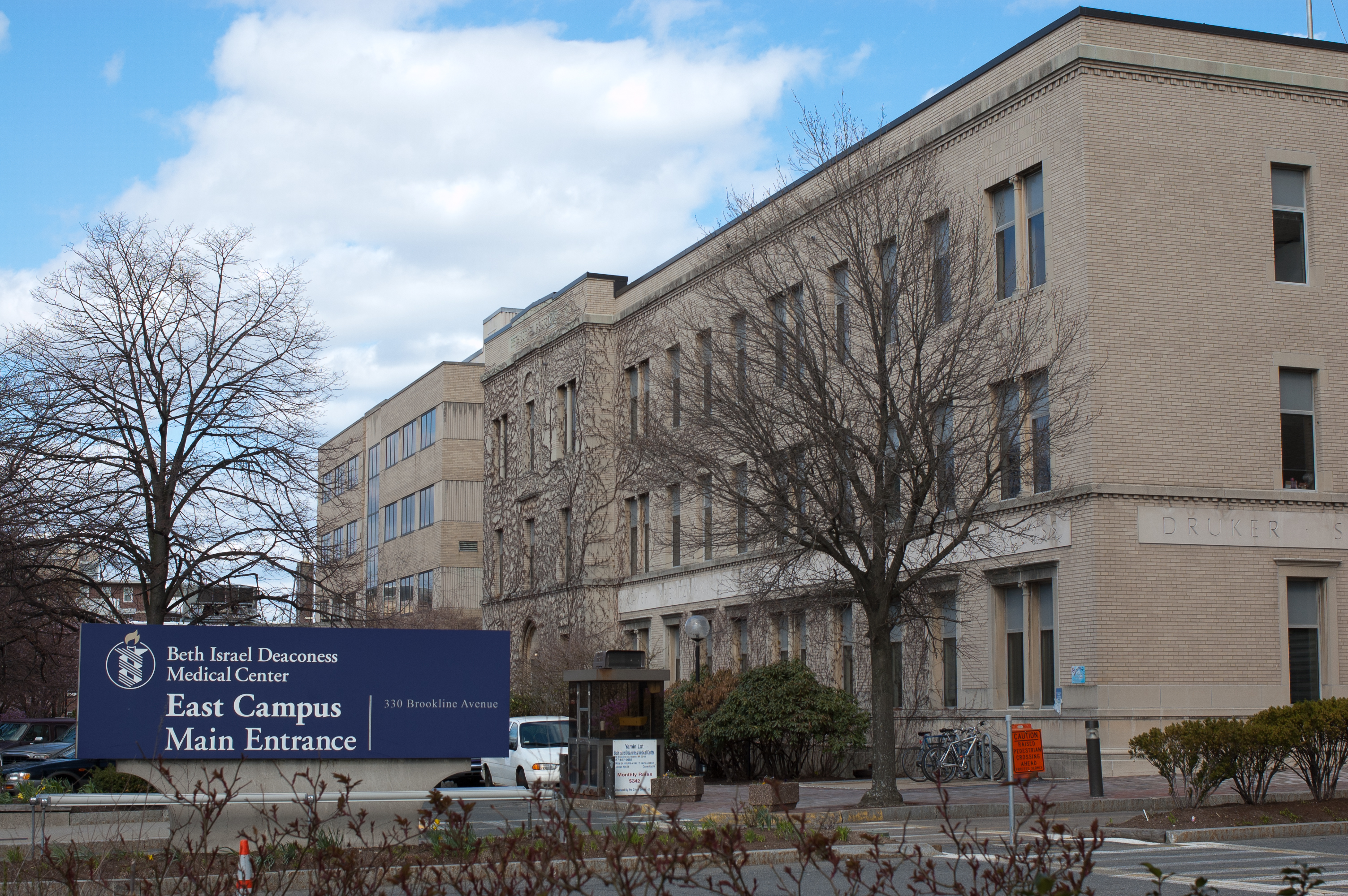
Beth Israel Deaconess Medical Center - główne wejście do East Campus na Brookline Avenue

Beth Israel Deaconess Medical Center – szpital kliniczny w Bostonie w stanie Massachusetts. Zainaugurował działalność w 1996 - powstał z połączenia Beth Israel Hospital (założonego w 1916) i New England Deaconess Hospital (założonego w 1896). Od wielu lat stale zajmuje bardzo wysoką pozycję (mieści się w pierwszej trójce) wśród wszystkich niezależnych szpitali klinicznych w Stanach Zjednoczonych pod względem wysokości dotacji na badania biomedyczne, przyznawanej od rządowej agencji National Institutes of Health, która dysponuje tymi środkami. Coroczna suma dotacji na wyżej wymieniony cel wynosi około 200 mln USD. Naukowcy zatrudnieni w BIDMC prowadzą ponad 850 projektów sponsorowanych oraz 200 badań klinicznych. Kardiolodzy zatrudnieni w tym szpitalu opracowali stymulator serca i byli jednymi z pierwszych, którzy prowadzili badania w zakresie skuteczności angioplastyki balonowej, jak również innych metod leczenia niewydolności serca, takich jak wstawianie stentów w celu udrożnienia tętnic wieńcowych. W skład szpitala wchodzi również Harvard-Thorndike General Clinical Research Center - najstarsze kliniczne laboratorium w Stanach Zjednoczonych (1973).